# نفاذية (كهرطيسية)

في الفيزياء النفاذيةالمغناطيسية (بالإنجليزية: Permeability)‏ هي قيمة مدى إمكانية تدفق خطوط الحقل المغناطيسي في وسط ما، وتزداد سهولة تدفق خطوط المجال المغناطيسي بازدياد نفاذيته والعكس صحيح.يتميز الحديد بنفاذية مغناطيسية عالية. تمثل النفاذية المغناطيسية نسبة كثافة التدفق المغناطيسي إلى شدة المجال المغناطيسي. وحدة النفاذية هي هنري لكل متر.
يرمز لنفاذية مادة للمغناطيسية بالرمز μ وهي تحدد نفاذية مادة ما للمجال المغناطيسي، وتختلف قيمتها من مادة إلى مادة.
والعلاقة بين كثافة الفيض المغناطيسي B لمادة وشدة المجال المغناطيسي H هي:
{\displaystyle \mathbf {B} =\mu \mathbf {H} }
حيث:
B هي كثافة التدفق المغناطيسي تسلا و H هي شدة المجال المغناطيسي أمبير/متر.
و تتميز المواد المغناطيسية مثل الحديد والكوبلت والنيكل بنفاذية مغناطيسية عالية. فإذا سلط عليها مجالا مغناطيسيا ضعيفا من الخارج أنتجت حولها مجالا مغناطيسيا أكثر شدة، ذلك لأنها تتمتع بالخاصية المغناطيسية.ولهذا تستغل تلك المواد في صناعة المحركات الكهربائية والمحولات الكهربائية والأجراس الكهربائية والمولدات الكهربائية وغيرها.

## نفاذية الفراغ للمغناطيسية
يوصل الفراغ أيضا المجال المغناطيسي، إذاٌ فله نفاذية مغناطيسية. وتبلغ نفاذية الفراغ المغناطيسية :
{\displaystyle \mu _{0}=4\pi \times 10^{-7}{\frac {N}{A^{2}}}}
حيث الوحدات:
N نيوتن
A أمبير
أو هنري/متر.
- نفاذية الفراغ المغناطيسية هي ثابت طبيعي.

## النفاذية النسبية
النفاذية النسبية ويرمز لها بالرمز μr منالمصطلح الإنجليزي relative Permeability ، وهي النسبة بين نفاذية وسط ما أو مادة ما إلى نفاذية الفراغ (تسمى نفاذية الفراغ أحيانا ثابت المغناطيسية):
{\displaystyle \mu _{0}=4\pi \times 10^{-7}{\frac {N}{A^{2}}}}:
{\displaystyle \mu _{r}={\frac {\mu }{\mu _{0}}}}.
حيث الوحدات:
N نيوتن
A أمبير
وترتبط القابلية المغناطيسية  لمادة {\displaystyle \chi _{m}} magnetic susceptibility بالنفاذية النسبية {\displaystyle \mu _{r}} بالعلاقة:
{\displaystyle \chi _{m}=\mu _{r}-1}.
حيث:
χm عدد مطلق، ليست له وحدات، يسمى أحيانا القابلية الحجمية
(للتفرقة بينه وبين χp القابلية المولية أو قابلية الكتلة المولية).

## نفاذية مركبة وعدد النفاذية
في التقنية الكهربائية تستخدم النفاذية المركبة بغرض وصف التأثيرات المعتمدة على الزمن وبالتالي المعتمدة على التردد. وتعرف النفاذية المركبة كالآتي:
{\displaystyle {\hat {\mu }}={\mu _{s}}'-\mathrm {j} \cdot {\mu _{s}}''}
وهي تتكون من جزء حقيقي للنفاذية {\displaystyle {\mu _{s}}'} وهو النفاذية المعتادة. وجزء تخيلي {\displaystyle {\mu _{s}}''}
وهو يصف «فقد تغير المغناطيسية»، أو المقاومة المغناطيسية للقطعة الإلكترونية.
النفاذية النسبية للمواد تكون قريبة من 1 وبالتالي يمكن اهمال الجزء التخيلي للنفاذية لها، ما عدا للمواد ذات مغناطيسية حديدية مثل الحديد والكوبلت والنيكل، فهؤلاء لهم نفاذية أكبر من 1 ويجب مراعاة الجزء التخيلي لهم في حساب التيار المتردد. أي يمكن اهمال تغير النفاذية بتغير التردد لمعظم المواد ما عدا المواد ذات مغناطيسية حديدية. فتوصف النفاذية ككمية غير متجهة، لا تعتمد على التردد:
{\displaystyle \mu =\mu _{0}\cdot \mu _{r}}
بالنسبة للمواد ذات مغناطيسية حديدية لا يمكن إهمال نفاذيتها التي تعتمد على التردد في تطبيقات تكنولوجية كثيرة، فنتطبق عليها المعادلة:
{\displaystyle {\hat {\mu }}\,(f)={\mu _{s}}'\,(f)-\mathrm {j} \cdot {\mu _{s}}''\,(f)}
حيث {\displaystyle f} تردد المجال المغناطيسي.
وينسب جزء النفاذية التخيلي {\displaystyle {\mu _{s}}''(f)}
1. ↑  مذكور في: IEC 80000-6:2008 Quantities and units—Part 6: Electromagnetism. قسم أو آية أو فقرة أو بند: 6-26.2. الناشر: المنظمة الدولية للمعايير. لغة العمل أو لغة الاسم: الإنجليزية. تاريخ النشر: 1 مارس 2008.
2. 1 2 3  مذكور في: IEC 80000-6:2022 Quantities and units — Part 6: Electromagnetism. قسم أو آية أو فقرة أو بند: 6-26.2. تاريخ النشر: نوفمبر 2022.
3. ↑  مذكور في: IEC 80000-6:2008 Quantities and units—Part 6: Electromagnetism. قسم أو آية أو فقرة أو بند: 6-26.a. الناشر: المنظمة الدولية للمعايير. لغة العمل أو لغة الاسم: الإنجليزية. تاريخ النشر: 1 مارس 2008.
4. ↑  عمر شابسيغ؛ أميمة الدكاك؛ نوار العوا؛ هاشم ورقوزق (2016)، معجم مصطلحات الهندسة الكهربائية والإلكترونية والاتصالات (بالعربية والإنجليزية)، دمشق: مجمع اللغة العربية بدمشق، ص. 140، QID:Q108405620
5. ↑  "معلومات عن نفاذية (كهرومغنطيسية) على موقع psh.techlib.cz". psh.techlib.cz. مؤرشف من الأصل في 2021-01-06.
6. ↑  "معلومات عن نفاذية (كهرومغنطيسية) على موقع britannica.com". britannica.com. مؤرشف من الأصل في 2020-07-16.

إلى حركة جدران بلوخ (جدران حبيبات المادة الحديدية)، ويحدث رنين بحد أقصى في نطاق التردد بين 10 كيلوهرتز و 1000 كيلوهرتز.
تماثل النفاذية المركبة خواصا فيزيائية كثيرة للمادة تختلف قيمها في الثلاثة اتجاهات، ويمكن وصفها بموتر. تسمى تلك الخاصية Anisotropy أي تختلف قيمة مغناطيسية قطعة العينة باختلاف اتجاه مغنطتها.
بالنسبة لمعظم المواد تكون خاصية تغير مقدار مغناطيسيتها في الاتجاهات المختلفة صغيرة جدا بحيث يمكن وصف سلوكها «بنفاذية مركبة غير متجهة» scaler complex permeability.

## تصنيف المواد وعدد النفاذية
| المــادة                                | µr               | التقسيم                 |
| --------------------------------------- | ---------------- | ----------------------- |
| موصل فائق                               | 0                | مغناطيسية معاكسة مثالية |
| الرصاص، القصدير                         | < 1 (ca. 0,999…) | مغناطيسية معاكسة        |
| النحاس                                  | 0,9999936 =      | مغناطيسية معاكسة        |
| الهيدروجين                              | 1 − 2·10−9       | مغناطيسية معاكسة        |
| الفراغ                                  | 1                | (متعادل)                |
| الهواء                                  | ca. 1 + 0,4·10−6 | مغناطيسية مسايرة        |
| ألمونيوم                                | 1 + 2,2·10−5     | مغناطيسية مسايرة        |
| البلاتين                                | 1+ 2,57·10−4     | مغناطيسية مسايرة        |
| كوبلت                                   | 80…200           | مغناطيسية حديدية        |
| حديد                                    | 300…10.000       | مغناطيسية حديدية        |
| فريت                                    | 4…15.000         | مغناطيسية حديدية        |
| ميومتال (NiFe)                          | 50.000…140.000   | مغناطيسية حديدية        |
| زجاج معدني (له مغناطيسية حديدية)        | 700…500.000      | مغناطيسية حديدية        |
| مواد نانوكريستال (لها مغناطيسية حديدية) | 20.000…150.000   | مغناطيسية حديدية        |

## وحدات كهرومغناطيسية
| وحدات الكهرومغناطيسية القياسية  | وحدات الكهرومغناطيسية القياسية               | وحدات الكهرومغناطيسية القياسية | وحدات الكهرومغناطيسية القياسية | وحدات الكهرومغناطيسية القياسية |
| رمز الكمية                      | الكمية                                       | الواحدة                        | رمز الواحدة                    | الأبعاد                        |
| ------------------------------- | -------------------------------------------- | ------------------------------ | ------------------------------ | ------------------------------ |
| I                               | التيار                                       | أمبير (وحدات قياسية)           | A                              | A                              |
| Q                               | شحنة كهربائية                                | كولوم                          | C                              | A·s                            |
| V                               | فرق الجهد                                    | فولت                           | V                              | J/C = kg·m2·s−3·A−1            |
| R، Z، X                         | مقاومة، معاوقة، مفاعلة بالترتيب              | أوم                            | Ω                              | V/A = kg·m2·s−3·A−2            |
| ρ                               | مقاومية                                      | أوم متر                        | Ω·m                            | kg·m3·s−3·A−2                  |
| P                               | القدرة الكهربائية                            | واط                            | W                              | V·A = kg·m2·s−3                |
| C                               | سعة كهربائية                                 | فاراد                          | F                              | C/V = kg−1·m−2·A2·s4           |
| {\displaystyle F^{-1}}          | مرانة                                        | مقلوب الفاراد                  | F−1                            | kg·m2·A−2·s−4                  |
| {\displaystyle \,\varepsilon }  | سماحية                                       | فاراد لكل متر                  | F/m                            | kg−1·m−3·A2·s4                 |
| Y ، G ، B                       | مسامحة، مواصلة، مطاوعة                       | سيمنز                          | S                              | Ω−1 = kg−1·m−2·s3·A2           |
| {\displaystyle \,\sigma }       | موصلية                                       | سيمنز في متر                   | S/m                            | kg−1·m−3·s3·A2                 |
| {\displaystyle \,\phi }         | تدفق مغناطيسي                                | فيبر                           | Wb                             | V·s = kg·m2·s−2·A−1            |
| B                               | كثافة التدفق المغناطيسي أو المجال المغناطيسي | تيسلا                          | T                              | Wb/m2 = kg·s−2·A−1             |
| H                               | شدة المجال المغناطيسي                        | أمبير لكل متر                  | A/m                            | A·m−1                          |
| {\displaystyle {\mathfrak {R}}} | ممانعة                                       | أمبير لكل فيبر                 | A/Wb                           | kg−1·m−2·s2·A2                 |
| L                               | محاثة مغناطيسية                              | هنري                           | H                              | Wb/A = V·s/A = kg·m2·s−2·A−2   |
| {\displaystyle \,\mu }          | نفاذية                                       | هنري على متر                   | H/m                            | kg·m·s−2·A−2                   |
| {\displaystyle \ \chi }         | قابلية مغناطيسية                             | (بلا أبعاد)                    | χ                              | -                              |

## اقرأ أيضا
- سماحية
- قابلية مغناطيسية